# Distrito electoral 21 (condado de Monroe, Illinois)
Precinct 21 es una subdivisión del condado de Monroe, Illinois, Estados Unidos. Según el censo de 2020, tiene una población de 888 habitantes.
Tiene un código de clase Z1, que indica que no está en funcionamiento (non-functioning county subdivision).

## Geografía
Según la Oficina del Censo, la subdivisión tiene una superficie total de 35.83 km², de los cuales 33.78 km² corresponden a tierra firme y 2.02 km² están cubiertos de agua.

## Demografía
Según el censo de 2020, hay 888 personas residiendo en la zona. La densidad de población es de 26.29 hab./km². El 96.3% de los habitantes son blancos, el 0.2% son afroamericanos, el 5.7% son asiáticos y el 2.9% son de una mezcla de razas. Del total de la población, el 1.0% son hispanos o latinos de cualquier raza.